# Pheidole morrisii
Pheidole morrisii  (лат.) — вид муравьёв рода Pheidole из подсемейства Myrmicinae (Formicidae). Северная Америка (США).

## Распространение
США. Встречаются на север до штата Нью-Йорк, на восток до штатов Иллинойс, Миссури и Оклахома, на юг до штатов Техас и Флорида.

## Описание
Мелкие земляные мирмициновые муравьи с диморфичной кастой рабочих, длина около 3 мм: рабочие от 2,5 до 2,8 мм (средний вес 0,12 мг), солдаты от 3,2 до 3,8 мм (средний вес 0,47 мг). Обладают многочисленными полуотстоящими волосками на голове, грудке, стебельке и брюшке. Голова крупных рабочих (солдат) сердцевидная с выемкой на затылке, в основном гладкая, лишь спереди на щеках покрыта несколькими линейными морщинками, продолжающимися только до линии глаз. Голова рабочих сзади округлая, без выемки. Усики рабочих и самок 12-члениковые (у самцов состоят из 13 сегментов). Скапус усика солдат не достигает затылочного края головы примерно на две своей ширины. Скапус рабочих относительно более длинный, примерно на треть своей длины превосходит задний край головы. Проподеальные шипики заднегрудки очень короткие, зубцевидные. Стебелёк между грудкой и брюшком состоит из двух члеников: петиолюса и постпетиолюса (последний четко отделен от брюшка). Окраска солдат одноцветная жёлтая, мелкие рабочие также жёлтые, но с более тёмными головой и грудкой. Крупные рабочие (солдаты): ширина головы 1,26 мм, длина головы равна 1,26 мм, длина скапуса — 0,88 мм. Мелкие рабочие: ширина головы — 0,60 мм, длина головы равна 0,82 мм, длина скапуса — 0,90 мм.
P. morrisi гнездится в земле. Семьи с одной маткой, моногинные. Новые колонии основывают одиночные самки, выкапывая подземную камеру на глубине от 20 до 30 см. Первые рабочие появляются через 30 суток, а первые солдаты примерно через 50 дней. Через 8 месяцев размер колонии достигает несколько сотен рабочих муравьёв и солдат. Рабочие фуражируют и собирают корм одиночно, солдаты могут помогать транспортировать корм в гнездо. Солдаты составляют 11 % по численности и 30 % по биомассе от общего состава семьи. Этот процент солдат при росте колонии почти не меняется, но изменяется сезонно (27 % весной и 38 % летом). Фуражировка может происходит на расстоянии более 8 м от гнезда. Рабочие муравьи, главным образом собирают мёртвых членистоногих, также хищничают и собирают семена. Размер взрослых колоний варьирует от 800 до 49 000 муравьёв. Основная масса гнездовых камер (общим объёмом до 3 литров) и муравьёв находится в приповерхностном слое, но до пяти вертикальных шахт уходит на большую глубину, вплоть до грунтовых вод (1,5 — 2,0 м). Крылатых самок и самцов семья начинает выращивать при численности более 3000 рабочих особей. Температура в муравейниках варьирует от 12 до 17 градусов зимой и от 23 до 33 °C летом. Благодаря высокой численности колоний играет важную экологическую роль в сосновых (с преобладанием такого дерева как сосна болотная, Pinus palustris) и прибрежных саванновых экосистемах на востоке и юге США.

## Систематика
Таксон был впервые описан в 1886 году швейцарским мирмекологом Огюстом Форелем (Auguste-Henri Forel; 1848—1931), а его валидный видовой статус подтверждён в ходе родовой ревизии, проведённой в 2003 году американским мирмекологом профессором Эдвардом Уилсоном. Сходен с видами группы Pheidole fallax-group, отличаясь скульптурой головы и опушением. Вид был назван в честь М. Морриси (M.Morrisi), собравшего типовую серию в США в XIX веке.

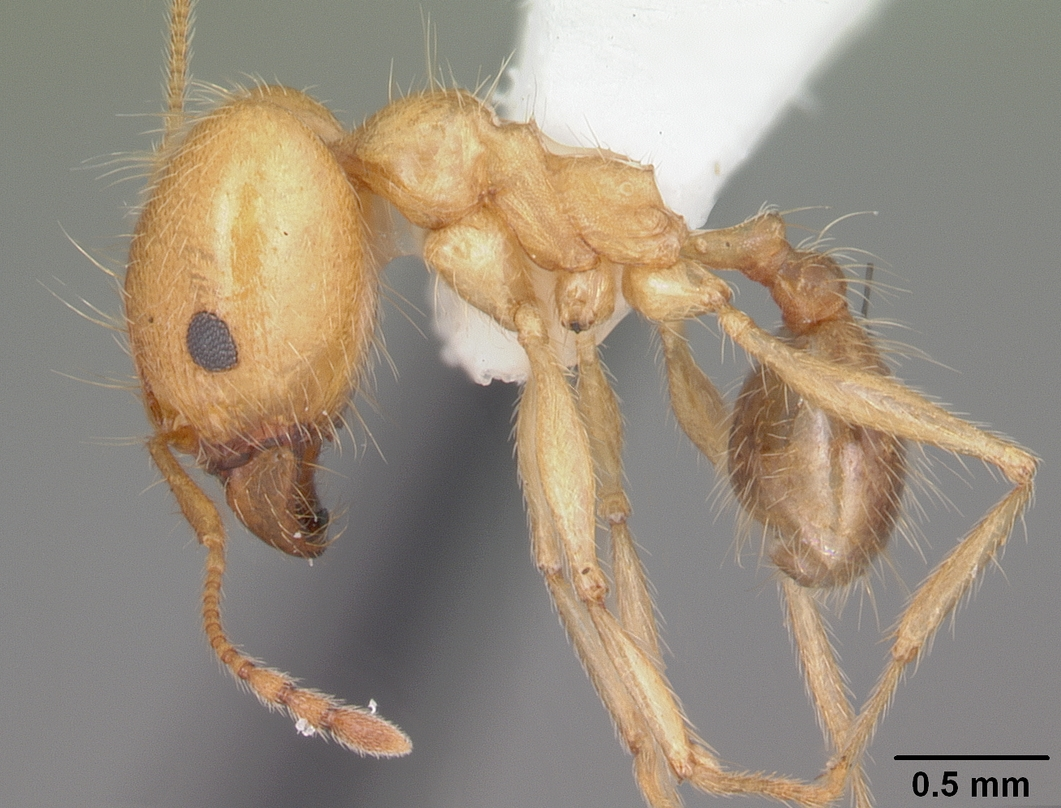
Солдат в профиль
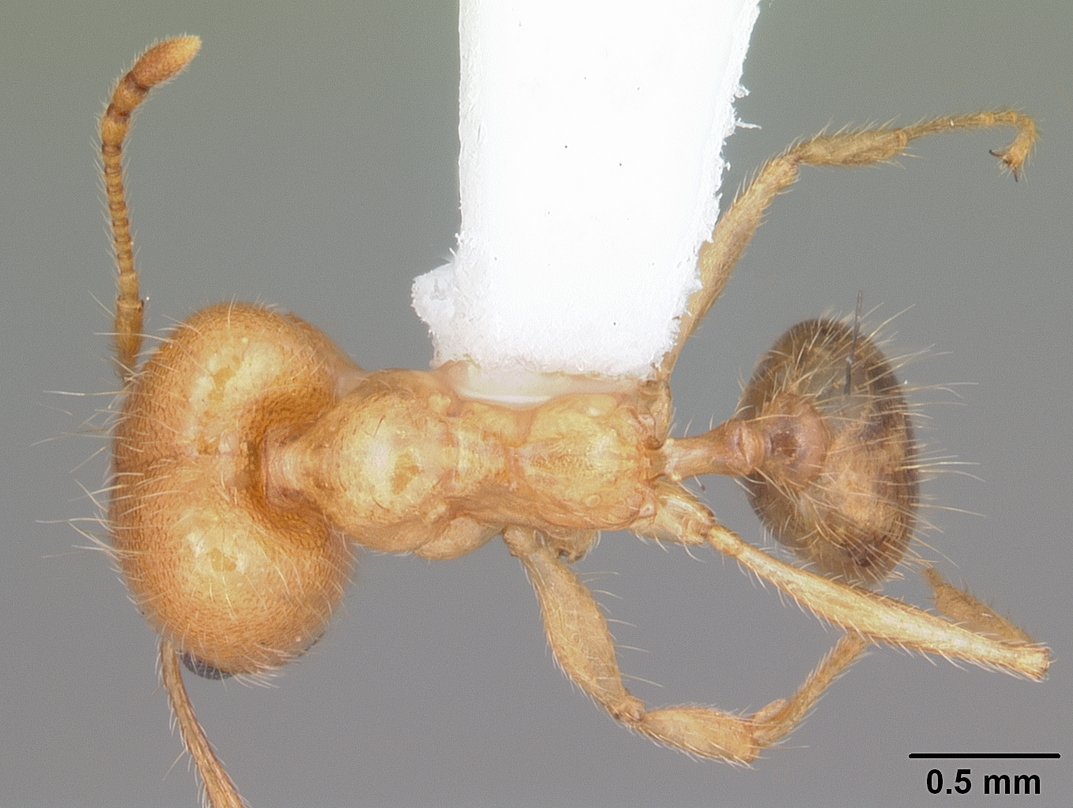
Солдат сверху
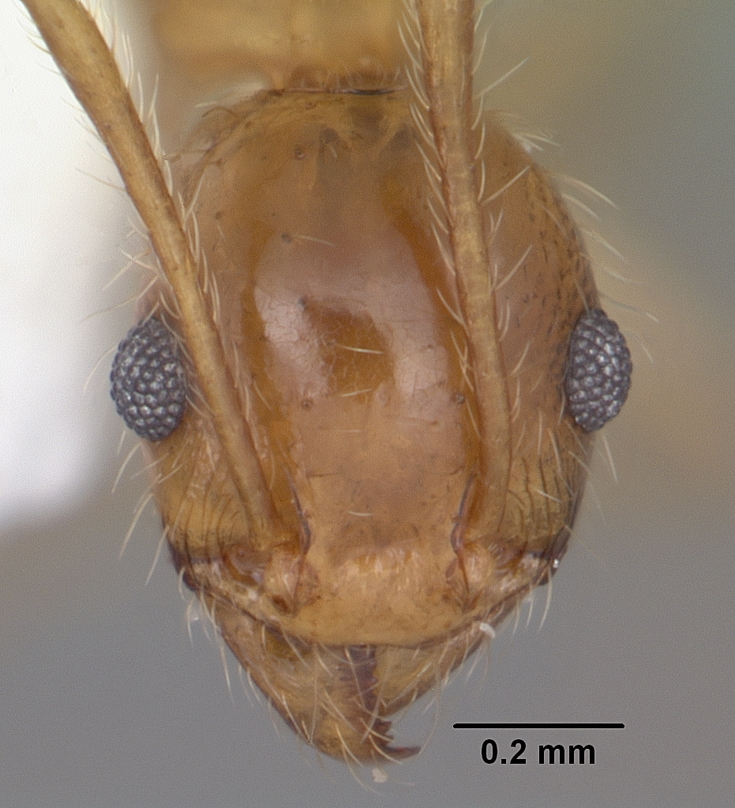
Голова рабочего
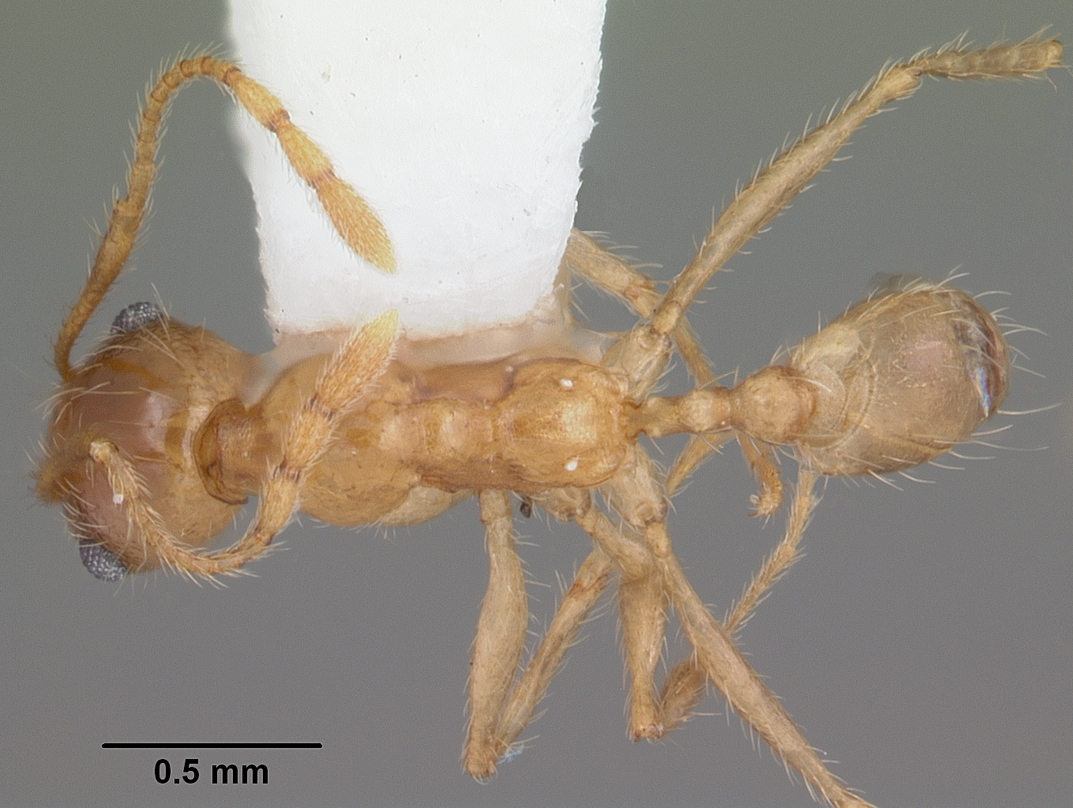
Рабочий сверху